# Seznam katolických diecézí ve Spojených státech amerických

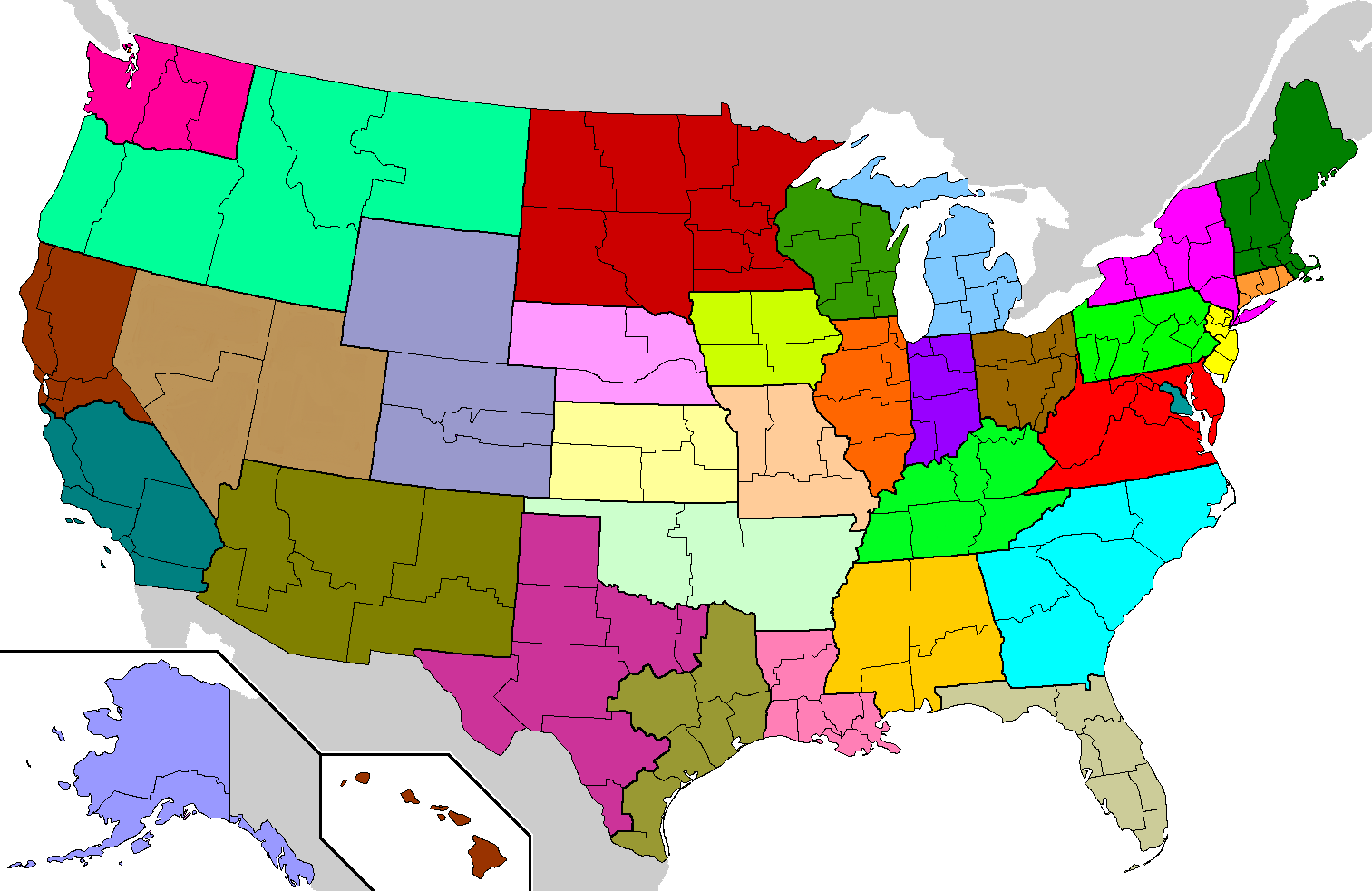
Provincie a diecéze římskokatolické církve v USA

Struktura římskokatolické církve v USA sestává ze 194 diecézí sdružených ve 32 provinciích. 32 z těchto diecézí má status metropolitní diecéze. Mimo to zde existují eparchie pro katolíky východního obřadu a arcidiecéze pro římské katolíky v amerických ozbrojených silách. Provincie jsou nadále sdruženy do patnácti církevních oblastí, 14 pro diecéze latinského ritu v USA a jednu církevní oblast (XV) zahrnující všechny diecéze katolických křesťanů východního ritu.  
Další diecéze a arcidiecéze pro závislá území v Pacifiku a na území Portorika spadají pod jiné biskupské konference.

## Provincie Anchorage-Juneau
Provincie Anchorage pokrývá území státu Aljaška.
- Arcidiecéze Anchorage-Juneau
- diecéze Fairbanks

## Provincie Atlanta
Provincie Atlanta pokrývá území států Georgie, Severní Karolína a Jižní Karolína.
- arcidiecéze atlantská
- diecéze charlestonská
- diecéze Charlotte
- diecéze Raleigh
- diecéze Savannah

## Provincie Baltimore
Provincie Baltimore zahrnuje území států Maryland, Delaware, Virginie a Západní Virginie.
- arcidiecéze baltimorská
- diecéze arlingtonská
- diecéze richmondská
- diecéze Wheeling-Charleston
- diecéze wilmingtonská

## Provincie Boston
Provincie Boston zahrnuje území států Maine, Massachusetts, New Hampshire a Vermont.
- arcidiecéze bostonská
- diecéze burlingtonská
- diecéze Fall River
- diecéze manchesterská
- diecéze portlandská
- diecéze springfieldská v Massachusetts
- diecéze worchesterská

## Provincie Chicago
Provincie Chicago pokrývá území státu Illinois.
- arcidiecéze chicagská
- diecéze Belleville
- diecéze jolietská
- diecéze Peoria
- diecéze rockfordská
- diecéze springfieldská v Illinois

## Provincie Cincinnati
Provincie Cincinnati pokrývá území státu Ohio.
- arcidiecéze Cincinnati
- diecéze clevelandská
- diecéze Columbus
- diecéze Steubenville
- diecéze toledská
- diecéze Youngstown

## Provincie Denver
Provincie Denver zahrnuje území států Colorado a Wyoming.
- arcidiecéze denverská
- diecéze Cheyenne
- diecéze Colorado Springs
- diecéze Pueblo

## Provincie Detroit
Provincie Detroit zahrnuje území státu Michigan.
- arcidiecéze detroitská
- diecéze gaylordská
- diecéze Grand Rapids
- diecéze Kalamazoo
- diecéze lansingská
- diecéze Marquette
- diecéze saginawská

## Provincie Dubuque
Provincie Dubuque zahrnuje území státu Iowa.
- arcidiecéze Dubuque
- diecéze davenportská
- diecéze Des Moines
- diecéze Sioux City

## Provincie Filadelfie
Provincie Filadelfie (Provincie Pensylvánie) pokrývá území státu Pensylvánie.
- arcidiecéze filadelfská
- diecéze Allentown
- diecéze Altoona-Johnstown
- diecéze erijská
- diecéze greensburská
- diecéze harrisburská
- diecéze Pittsburgh
- diecéze scrantonská

## Provincie Galveston-Houston
Provincie Galveston-Houston zahrnuje území státu Texas.
- arcidiecéze Galveston-Houston
- diecéze austinská
- diecéze beaumontská
- diecéze Brownsville
- diecéze Corpus Christi
- diecéze tylerská
- diecéze Victoria v Texasu

## Provincie Hartford
Provincie Hartford zahrnuje území států Connecticut a Rhode Island.
- arcidiecéze hartfordská
- diecéze bridgeportská
- diecéze Norwich
- diecéze Providence

## Provincie Indianapolis
Provincie Indianopolis zahrnuje území státu Indiana.
- arcidiecéze Indianapolis
- diecéze Evansville
- diecéze Fort Wayne-South Bend
- diecéze Gary
- diecéze Lafayette v Indianě

## Provincie Kansas City
Provincie Kansas City zahrnuje území státu Kansas.
- arcidiecéze Kansas City v Kansasu
- diecéze Dodge City
- diecéze Salina
- diecéze Wichita

## Provincie Las Vegas
Provincie Las Vegas zahrnuje území států Nevada a Utah.
- arcidiecéze Las Vegas
- diecéze Reno
- diecéze Salt Lake City

## Provincie Los Angeles
Provincie Los Angeles zahrbuje jižní a centrální okresy státu Kalifornie.
- arcidiecéze Los Angeles
- diecéze Fresno
- diecéze Monterey
- diecéze Orange
- diecéze San Bernardino
- diecéze San Diego

## Provincie Louisville
Provincie Louisville zahrnuje území států Kentucky a Tennessee.
- arcidiecéze Louisville
- diecéze covingtonská
- diecéze Knoxville
- diecéze lexingtonská
- diecéze Memphis
- diecéze Nashville
- diecéze Owensboro

## Provincie Miami
Provincie Miami zahrnuje území státu Florida.
- arcidiecéze miamská
- diecéze orlandská
- diecéze Palm Beach
- diecéze Pensacola-Tallahassee
- diecéze St. Augustine
- diecéze St. Petersburg
- diecéze Venice

## Provincie Milwaukee
Provincie Milwaukee zahrnuje území státu Wisconsin.
- arcidiecéze Milwaukee
- diecéze Green Bay
- diecéze La Crosse
- diecéze madisonská
- diecéze Superior

## Provincie Mobile
Provincie Mobile zahrnuje území států Alabama a Mississippi.
- arcidiecéze Mobile
- diecéze Biloxi
- diecéze birminghamská v Alabamě
- diecéze jacksonská

## Provincie New York
Provincie New York zahrnuje území státu New York.
- arcidiecéze New York
- diecéze Albany
- diecéze brooklynská
- diecéze buffalská
- diecéze Ogdensburg
- diecéze rochesterská
- diecéze Rockville Centre
- diecéze Syracuse

## Provincie New Orleans
Provincie New Orleans zahrnuje území státu Louisiana.
- arcidiecéze New Orleans
- diecéze alexandrijská v Louisianě
- diecéze Baton Rouge
- diecéze Houma-Thibodaux
- diecéze Lafayette v Louisianě
- diecéze Lake Charles
- diecéze shreveportská

## Provincie Newark
Provincie Newark zahrnuje území státu New Jersey.
- arcidiecéze Newark
- diecéze camdenská
- diecéze metuchenská
- diecéze patersonská
- diecéze trentonská

## Provincie Oklahoma City
Provincie Oklahoma City zahrnuje území států Arkansas a Oklahoma.
- arcidiecéze Oklahoma City
- diecéze Little Rock
- diecéze Tulsa

## Provincie Omaha
Provincie Omaha zahrnuje území státu Nebraska.
- arcidiecéze Omaha
- diecéze Grand Island
- diecéze lincolnská

## Provincie Portland
Provincie Portland zahrnuje území států Idaho, Montana a Oregon.
- arcidiecéze portlandská v Oregonu
- diecéze bakerská
- diecéze Boise
- diecéze Great Falls-Billings
- diecéze Helena

## Provincie Saint Louis
Provincie Saint Louis zahrnuje území státu Missouri.
- arcidiecéze Saint Louis
- diecéze Jefferson City
- diecéze Kansas City-Saint Joseph
- diecéze Springfield-Cape Girardeau

## Provincie Saint Paul a Minneapolis
Provincie Saint Paul a Minneapolis zahrnuje území států Minnesota, Severní Dakota a Jižní Dakota.
- arcidiecéze Saint Paul a Minneapolis
- diecéze Bismarck
- diecéze crookstonská
- diecéze duluthská
- diecéze Fargo
- diecéze New Ulm
- diecéze Rapid City
- diecéze Saint Cloud
- diecéze Sioux Falls
- diecéze Winona

## Provincie San Antonio
Provincie San Antonio zahrnuje západní okresy státu Texas.
- arcidiecéze San Antonio
- diecéze Amarillo
- diecéze Dallas
- diecéze El Paso
- diecéze Fort Worth
- diecéze laredská
- diecéze lubbocká
- diecéze San Angelo

## Provincie San Francisco
Provincie San Francisco zahrnuje severní okresy státu Kalifornie a celý stát Havaj.
- arcidiecéze San Francisco
- diecéze Honolulu
- diecéze oaklandská
- diecéze sacramentská
- diecéze San José v Kalifornii
- diecéze Santa Rosa v Kalifornii
- diecéze stocktonská

## Provincie Santa Fe
Provincie Santa Fé zahrnuje území států Arizona a Nové Mexiko.
- arcidiecéze Santa Fe
- diecéze gallupská
- diecéze Las Cruces
- diecéze Phoenix
- diecéze tucsonská

## Provincie Seattle
Provincie Seattle zahrnuje území státu Washington.
- arcidiecéze Seattle
- diecéze Spokane
- diecéze yakimská

## Provincie Washington
Provincie Washington zahrnuje území District of Columbia, 5 sousedních okresů Marylandu a Americké Panenské ostrovy.
- arcidiecéze Washington
- diecéze Saint Thomas

## Provincie Agaña
Provincie of Agaña zahrnuje zámořská závislá území USA Guam a Severní Mariany. Mimo to zahrnuje území nezávislých států Marshallovy ostrovy a Federativní státy Mikronésie.
- arcidiecéze Agaña
- diecéze Caroline Islands
- diecéze Chalan Kanoa
- apoštolská prefektura Marshallovy ostrovy

## Provincie Samoa-Apia
Provincie Samoa-Apia leží převážně v zahraničí USA, ale jedna z jejích sufragánních diecéze pokrývá území Americké Samoi.
- diecéze Samoa-Pago Pago

## Provincie San Juan de Puerto Rico
Provincie San Juan de Puerto Rico zahrnuje území Portorika.
- arcidiecéze San Juan de Puerto Rico
- diecéze Arecibo
- diecéze Caguas
- diecéze Mayagüez
- diecéze Ponce

## Provincie a diecéze východních ritů

### Provincie Filadelfie (řeckokatolická ukrajinská)
Ukrajinská řeckokatolická církev je v USA organizována v podobě provincie sestávající z metropolitní archeparchie a tří sufragánních eparchií:
- Ukrajinská katolická archieparchie filadelfská
  - Ukrajinská katolická eparchie sv. Mikuláše v Chicagu
  - Ukrajinská katolická eparchie ve Stamfordu
  - Eparchie sv. Josafata v Parmě

### Provincie Pittsburgh (rusínská)
Rusínská řeckokatolická církev je v USA organizována jako provincie skládající se z metropolitní archeparchie a tří sufragánních eparchií, závisí na ní i exarchát v kanadském Torontu.
- Archeparchie pittsburská
  - Rusínská eparchie Parma
  - Byzantská katolická eparchie Passaic
  - Byzantská katolická eparchie Ochrany Panny Marie ve Phoenixu
  - Torontský řeckokatolický exarchát (v Kanadě)

### Jiné stolce východního ritu
Následující eparchie východních katolických církví nemají metropolitní stolec na území Spojených států.
- Eparchie Panny Marie Naregské v New Yorku (arménská)
- Chaldejská eparchie svatého Petra Apoštola v San Diegu (chaldejská)
- Chaldejská eparchie svatého Tomáše Apoštola v Detroitu (chaldejská)
- Maronitská eparchie Panny Marie Libanonské v Los Angeles (maronitská)
- Maronitská eparchie sv. Marona v Brooklynu (maronitská)
- Melchitská eparchie Zvěstování Panny Marie v Newtonu (řeckokatolická melchitská)
- Rumunská eparchie svatého Jiří v Cantonu (řeckokatolická rumunská)
- Syrská eparchie Panny Marie Osvoboditelky v Newarku (syrská) - bezprostředně podřízená Svatému Stolci
- Syro-malabarská eparchie svatého Tomáše Apoštola v Chicagu (syrsko-malabarská)
- Eparchie Panny Marie Královny míru ve Spojených státech amerických a v Kanadě se sídlem v New Yorku (syrsko-malankarská)

## Vojenská arcidiecéze
Členové ozbrojených sil USA latinského i východních obřadů spadají pod arcidiecézi vojenských služeb. Ta není metropolitní a obvykle ji řídí arcibiskup se třemi pomocnými biskupy.

## Osobní ordinariát Stolce sv. Petra
V USA působí též Osobní ordinariát Stolce svatého Petra pro bývalé anglikány a episkopály. 